# 天遞
天遞（TNT Express N.V.）是一家总部位于荷兰霍夫多普的快递及邮件递送服务公司。在2010年8月2日，TNT集团宣布將公司的營運拆分為兩個獨立的公司來負責，分別是經營一般郵務業務的荷蘭郵政（PostNL），與經營國際快遞業務的天遞（TNT Express）。公司的所搭配的顏色為荷蘭皇室的橘色。

## 历史

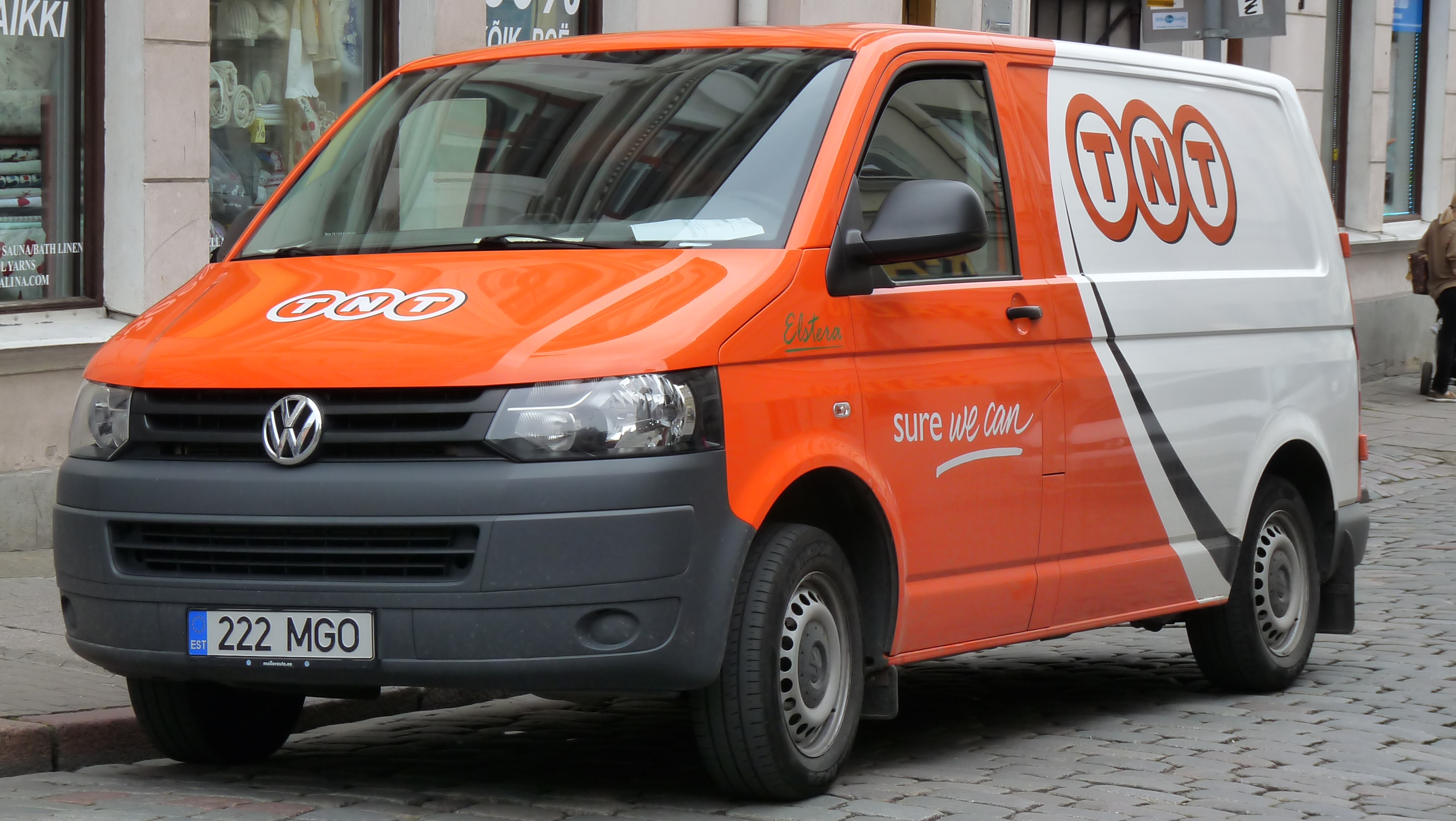
A TNT Express delivery van in Tallinn

1946年，澳大利亚人Ken Thomas在悉尼建立了Thomas Nationwide Transport，只有一辆货运卡车。 1967年，合并了Alltrans，公司改称TNT Ltd.，服务于澳大利亚与新西兰。此后高速扩张，到80年代服务于180个国家与地区，被称作"the second biggest transport empire in the world, operating by road, rail, sea, and air".并成为第一家购买自己飞机机队的物流公司，在欧洲首家提供隔夜达服务。1992年，出资50%，与荷兰电信邮政公司、加拿大邮政、法国邮政、德国邮政、瑞典邮政合资创办了GD Express Worldwide，并于1994/5在荷兰证券交易所上市。1996年荷兰电信邮政公司协商合并了TNT。1998年，荷兰电信邮政公司分出了其邮政部分与TNT合并为TNT N.V.。 
2012年3月20日規模全球最大的UPS斥資51.6億歐元，以每股9.5歐元的現金價格收購天遞，是該公司成立105年來規模最大的收購案，此次收購將會讓UPS在歐洲的營運量倍增，以挑戰在歐洲郵務營運界具有龍頭地位的德國郵政（Deutsche Post AG）；至於持有TNT 29.9%股權的荷蘭郵政（PostNL）亦表示支持此次收購，惟此合併案在2013年1月13日正式遭到歐盟有關單位否決。
2015年4月7日聯邦快遞以每股8歐元現金斥資44億歐元收購天遞，以拓展歐洲業務。

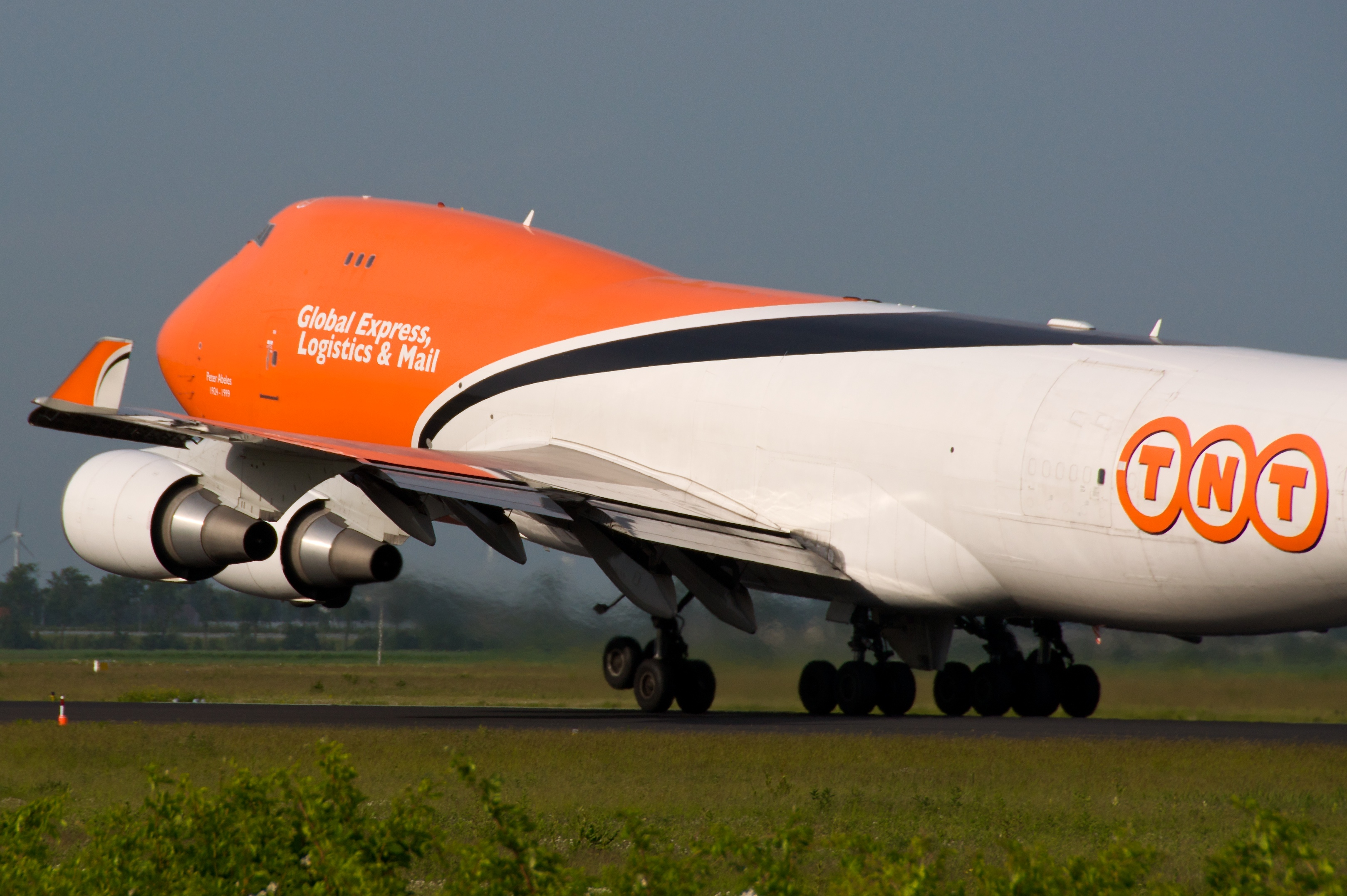
TNT特快的货运飞机

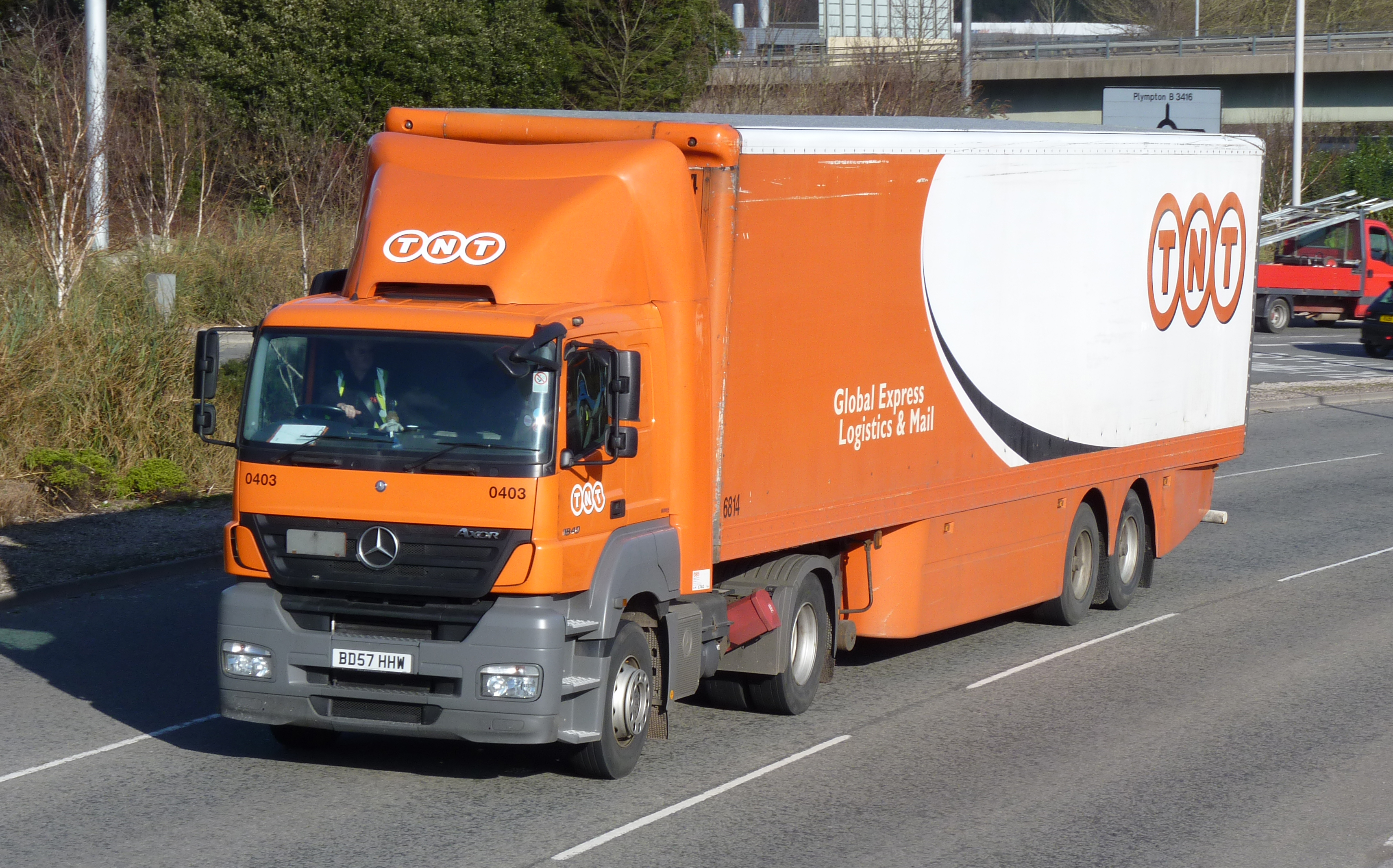
TNT快递卡车

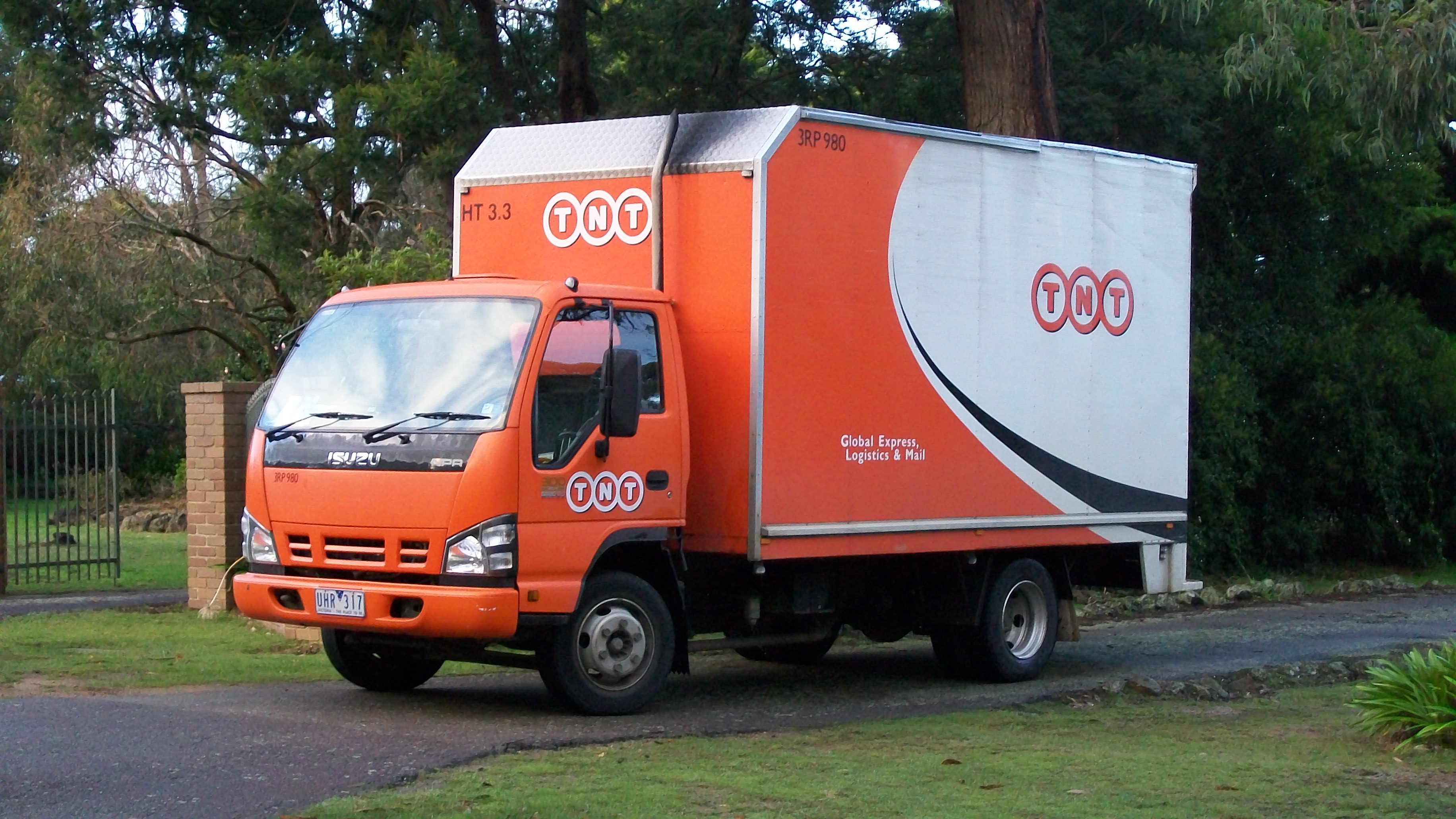
TNT快递货车

## 外部連結
- TNT Express（页面存档备份，存于）
- TNT台灣（页面存档备份，存于）